# Syndipnus lindemansi
Syndipnus lindemansi là một loài tò vò trong họ Ichneumonidae.